# Mtioulétie
La Mtioulétie (en géorgien : მთიულეთი ; littéralement, "le pays des montagnes") est une région historique de l'est de la Géorgie, sur les pentes sud du Grand Caucase. Elle comprend surtout la vallée de l'Aragvi Blanc, et est bornée par le Gudamakari à l'Est, le Khando au sud, le Tskhrazma à l'ouest, et la région historique de Khevi au nord. Elle est actuellement comprise dans les districts modernes de Doucheti et de Stepantsminda (ou Kazbegui), dans la région (mkhare) de Mtskheta-Mtianeti. La commune (daba) de Passanaouri, fameuse pour ses khinkali, est le centre traditionnel de la région.

## Sens large et sens strict
En son sens le plus ancien et le plus étroit, la Mtioulétie comprend une petite région montagneuse aussi appelée Tskhavati. depuis le XIIIe siècle, les vallées voisines, du Khando et du Gudamakari ont été souvent considérées comme parties de la région.

## Histoire
Selon la tradition, sainte Nino, une femme chrétienne, fut active dans la région pour y diffuser le christianisme dès le début du IVe siècle.
On parle de nouveau de la Mtioulétie et de ses habitants en lien avec l'expédition géorgienne du chef arabe Bugha al-Kabir, dont les armées ont tenté de conquérir l'Ibérie/Kartli dans les années 850, sans parvenir à soumettre les Mtioulétiens.
Dans les siècles suivants, les Mtioulétiens furent des sujets loyaux de la couronne de Géorgie, rejoignant par exemple au début du XIIIe siècle l'expédition de la reine Tamar, qui cherchait à se soumettre les rebelles des régions montagneuses. Sous Tamar, du fait de sa position stratégique, la Mtioulétie fut placée sous l'administration d'officiers géorgiens de haut rang, tels Abulasan, vice-roi de Kartli, ou Tchiaber, chancelier de Géorgie.
Par la suite, au début du XIVe siècle, la Mtioulétie fut l'objet de contestations entre deux maisons féodales, les eristavis de Ksani et d'Aragvi. Forts du secours du roi de Géorgie, les premiers l'emportèrent d'abord, mais pour peu de temps. Les eristavis d'Aragvi gèrent donc la région jusqu'en 1743, moment où le roi de Géorgie la reprend sous sa tutelle.
De mai à septembre 1804, la Mtioulétie fut en révolte ouverte contre l'Empire russe, qui avait annexé la Géorgie en 1801. La révolte fut matée par le russe Paul Tsitsianov après de lourds combats.